# Чуйкевич Семен Васильович
Чуйке́вич Семен Васильович (1674 — після 1744) — Генеральний писар (наказний) в 1727 році та керівник Генеральної канцелярії за правління Данила Апостола (разом із Степаном Тарновським) під час Глухівського періоду в історії України. Учасник Ради на якій було обрано у Глухові гетьманом Данила Апостола 1 (12) жовтня 1727 року.

## Освіта
Семен Чуйкевич був високоосвіченою людиною свого часу: добре знався на літературі, володів кількома мовами. Він був у числі «искусных и знатных персон» для перекладу «правных книг»[джерело?](уточнити!).

## Одруження

Мотря Кочубей — дружина Семена Чуйкевича

У 1707 році одружився з однією з дочок Кочубеїв. У «Родоводі дворян Чуйкевичів» зазначається, що це була Мотря Василівна Кочубей, хрещениця гетьмана Івана Мазепи.
Як розповів у доносі генеральний суддя Василь Кочубей, «выдал за Чюйкевича», дав посаг 1000 золотих, да зятю… 1000 ефимков, 1500 червоных, серебра с 40 гривен в разных вещах".
Іван Мазепа неохоче погоджується на весілля дочки Кочубея з Семеном Чуйкевичем, навіть дав пораду генеральному судді зачекати: «Як будем з Ляхами в едности, тогда знайдется твоей дочкі жених з тоей стороны Лядское знатний який шляхтич, который твоей фортуні доброю будет подпорою».
Два свати — Василі Кочубей і Чуйкевич 18 травня 1707 року, спішно повінчали власних дітей.
У них народились двоє дітей — дівчинка та хлопчик, що був названий на честь батька Семеном.

## Служба
У 1730 році старшини Ніжинського полку обирають Степана Чуйкевича полковим суддею (до 1734 року). Данило Апостол 7 липня 1730 року видає Універсал: «А по вибору старшин написан в судді бунчуковий товариш п(ан) Семен Чуйкевич и просил, чтоб оного пана Семена Чуйкевича опреділить в полк ніжинський судиею полковим… прето ми, по монаршим указу и вибору старшинському, з полку ніжинського нам поданом, яко опреділили его пана Семена Чуйкевича судиею полковим ніжинським, на что дан наш особливий универсал». 
Згодом він тимчасово очолює Ніжинський полк.

## Друге одруження
Мотря Кочубей помирає у 1736 році. У 1738 році Семен Чуйкевич вдруге одружується з удовою роменського міщанина Христиною.